# (7036) Kentarohirata
(7036) Kentarohirata – planetoida z pasa głównego asteroid okrążająca Słońce w ciągu 5,45 lat w średniej odległości 3,10 j.a. Odkryło ją dwóch japońskich astronomów amatorów – Yoshisada Shimizu i Takeshi Urata 29 stycznia 1995. Jej nazwa upamiętnia innego japońskiego astronoma amatora – Kentaro Hiratę (ur. 1946).